# Landfriedensbruch

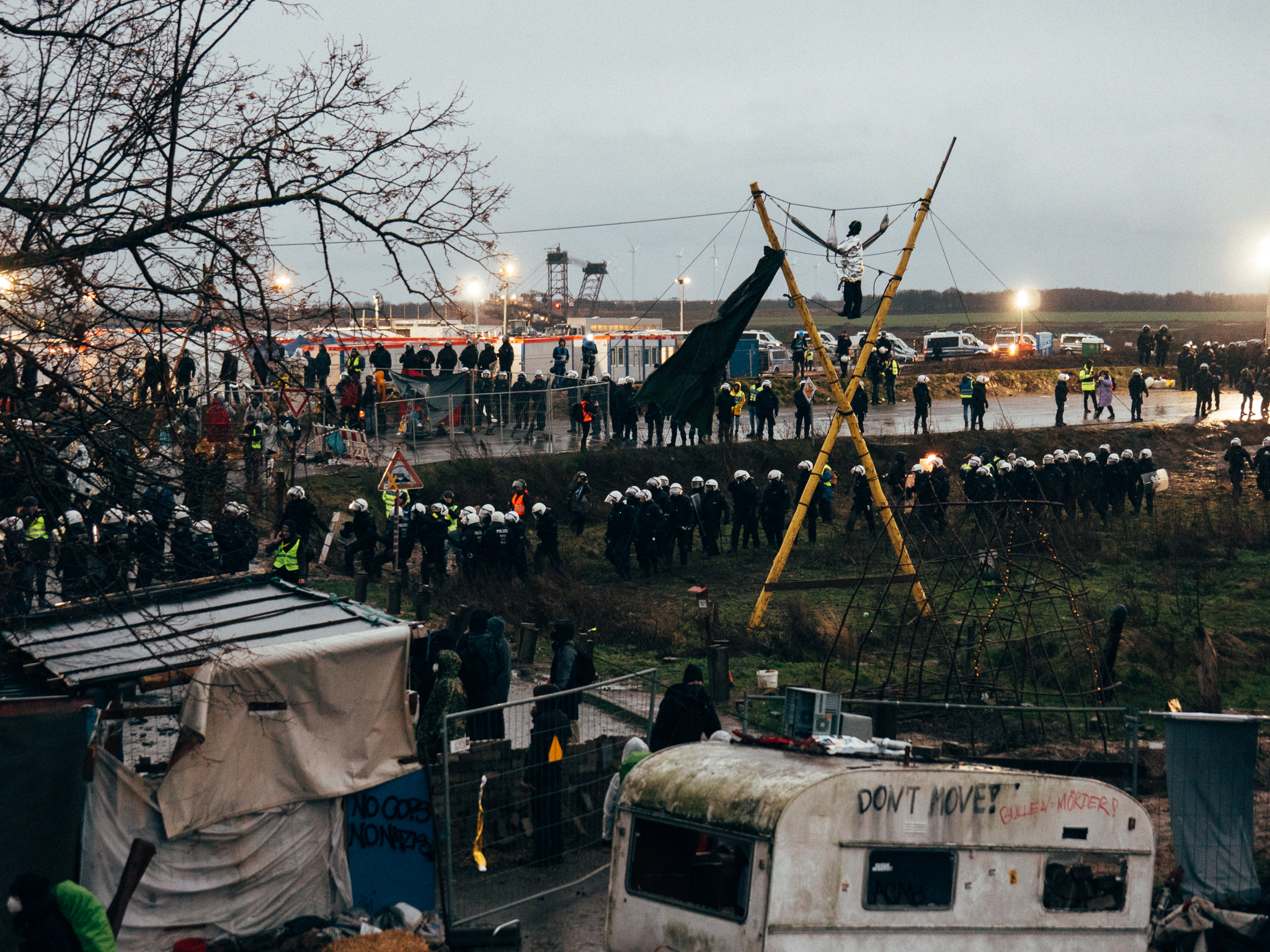
Bei der Besetzung und Räumung von Lützerath kam es unter anderem zu Landfriedensbruch

Landfriedensbruch ist eine Straftat gegen die öffentliche Ordnung oder den öffentlichen Frieden und wird durch gewalttätige Ausschreitungen oder durch Beteiligung an diesen begangen. Bereits die Androhung von Gewalttaten kann den Straftatsbestand erfüllen.
Die friedliche Versammlung und der Aufenthalt anderer Menschen auf öffentlichen Plätzen wird dadurch erschwert oder gar unmöglich gemacht. Grundstücke werden (auf Dauer) durch Besetzung von aggressiv agierenden Gruppierungen unbenutzbar. Im Allgemeinen zeichnet sich Landfriedensbruch durch das Ergreifen gezielter Maßnahmen aus, die geeignet sind, den öffentlichen Frieden systematisch zu stören und auf Dauer zu behindern.

## Kodifizierung
Dem deutschen Strafgesetzbuch gemäß § 125 und dem Strafgesetzbuch der Schweiz in Art. 260 ist gemein, dass sie unter Landfriedensbruch fassen, wenn aus einer Menschenmenge die öffentliche Sicherheit gefährdend oder an einer öffentlichen Zusammenrottung teilnehmend Gewalttätigkeiten gegen Menschen oder Sachen mit vereinten Kräften begangen werden. Beide Gesetzbücher verlangen für Angehörige solcher Menschenmengen oder Zusammenrottungen eine Geldstrafe oder eine Freiheitsstrafe bis zu drei Jahren.
In Deutschland stehen in solchem Zusammenhang sowohl Bedrohungen von Menschen mit Gewalttätigkeit als auch Förderung der Gewalttätigkeiten von außen unter gleicher Strafe.
In der Schweiz bleibt straffrei, wer weder zu den Gewalttätigkeiten aufgerufen, noch selbst solche begangen hat und auf behördliche Weisung weicht.
Im Strafgesetzbuch Österreichs steht statt Landfriedensbruch nunmehr schwere gemeinschaftliche Gewalt für Zusammenrottung einer Menschenmenge oder Zusammenkunft vieler Menschen zwecks Mordes, Totschlags, Körperverletzung oder schwerer Sachbeschädigung mittels vereinter Kräfte, deren Erfolg wissentlichen Mitläufern mit einer Freiheitsstrafe von bis zu zwei Jahren vergolten wird. Mittätern und Anführern droht eine Freiheitsstrafe von bis zu drei Jahren.
In Deutschland ist Landfriedensbruch mit Plünderung, schwerer Sachbeschädigung, schwerer Gesundheits- oder Lebensgefährdung oder mitgeführten Waffen einschließlich gefährlichen Werkzeugs in der Regel ein besonders schwerer Fall nach § 125a StGB, auf den Freiheitsstrafe von sechs Monaten bis zu zehn Jahren steht.

## Geschichtliche Herleitung
Ursprünglich war der Landfrieden im Mittelalter ab dem 11. Jahrhundert das zeitlich und räumlich beschränkte Verbot, eine Fehde durchzuführen. Der König sprach den Landfrieden aus, der von den Mitgliedern des Reichsadels beschworen werden musste. Ab der Zeit der Staufer konnten ihn auch die Landesherren ausrufen. Im Spätmittelalter erhielt der Landfrieden eine immer weitergehende Erweiterung durch öffentlich-rechtliche Vorschriften, die den Charakter des Landfriedens und seiner Erweiterungen hin zu Strafrechten änderten (siehe: Ewiger Landfrieden, Gottesfrieden).
Landfriedensbruch war der Bruch eines solchen Landfriedens. Ein Landfriedensbruch entsprach gewissermaßen einer Missachtung des Gewaltmonopols des Staates: des Königs, des Landesherrn, der Regierung.
Eng hiermit verwandt ist der Begriff des Landzwanges im österreichischen Strafrecht, der sich frei als Androhung des Landfriedensbruches beschreiben lässt.
Ein bedeutendes Zeitdokument für die als letzter Landfriedensbruch geltenden Grumbachschen Händel ist der Taler auf die Einnahme von Gotha, der mit Text und Bild Kurfürst Augusts erfolgreiche Reichsexekution propagiert.